# اسلاوومیر کنازوویتسکی
اسلاوومیر کنازوویتسکی (انگلیسی: Slavomír Kňazovický؛ زادهٔ ۳ مهٔ ۱۹۶۹) قایقران کانو اهل اسلواکی است.